# Margaritopsis guianensis
Margaritopsis guianensis är en måreväxtart som först beskrevs av Cornelis Eliza Bertus Bremekamp, och fick sitt nu gällande namn av Charlotte M. Taylor. Margaritopsis guianensis ingår i släktet Margaritopsis och familjen måreväxter. Inga underarter finns listade i Catalogue of Life.